# ОШ „Живан Маричић” Жича
ОШ „Живан Маричић“ је осмогодишња школа која се налази у Жичи, насељеном месту Града Краљева и функционише у оквиру образовног система Републике Србије.
Основна школа у Жичи најстарија је школа у Краљеву. Скромно манастирско училиште претеча је данашње модерне основне школе „Живан Маричић” у Жичи.
Први пут, у новијој историји, школа у Жичи помиње се 1775. године као манастирска школа, али претпоставља се да је постојала много раније, још у средњем веку.
Школа је дуго радила у манастирском дворишту, а 1844. године у манастирском лугу уз Жичку реку саграђена је нова школска зграда за тридесетак ученика.
1892. године школа је коначно напустила манастирско двориште и преселила се на данашњу локацију, у нову школску зграду. Од тада школа је непрекидно радила, чак и у ратна времена.
Првобитно је била четворогодишња школа, међутим  шездесетих година XX века донета је одлука да добије статус осмогодишње школе. Због те чињенице која је довела до пораста броја ученика,  зграда је постала премала, па су морали да користе и друге објекте. Постало је неопходно проширити школски простор, зато су уследиле реконструкције и дограђивања. Средином осамдесетих школа је добила садашњи изглед.
Након Другог светског рата, школа добија име по бившем ученику Живану Маричићу, иначе команданту Четвртог краљевачког батаљона, који је страдао приликом покушаја пробоја преко реке Дрине.
Данашња школа модерно је опремљена. Настава је квалитетна, прилагођена способностима и интересовањима ученика. По својим успесима у раду школа заузима истакнуто место међу основним школама у Рашком округу, па и шире.